# 生きる (映画)

『生きる』（いきる）は、1952年に公開された日本映画である。監督は黒澤明、主演は志村喬。モノクロ、スタンダード、143分。東宝創立20周年記念映画。無為に日々を過ごしていた市役所の課長が、胃癌で余命幾ばくもないことを知り、己の「生きる」意味を求め、市民公園の整備に注ぐ姿が描かれている。
黒澤作品の中でもそのヒューマニズムが頂点に達したと評価される作品で、題名通り「生きる」という普遍的なテーマを描くとともに、お役所仕事に代表される官僚主義を批判した。劇中で志村演じる主人公が『ゴンドラの唄』を口ずさみながらブランコをこぐシーンが有名である。国内ではヒットし、第26回キネマ旬報ベスト・テンで1位に選ばれた。海外でも黒澤の代表作の一つとして高く評価されており、第4回ベルリン国際映画祭でベルリン市政府特別賞を受賞した。

## ストーリー

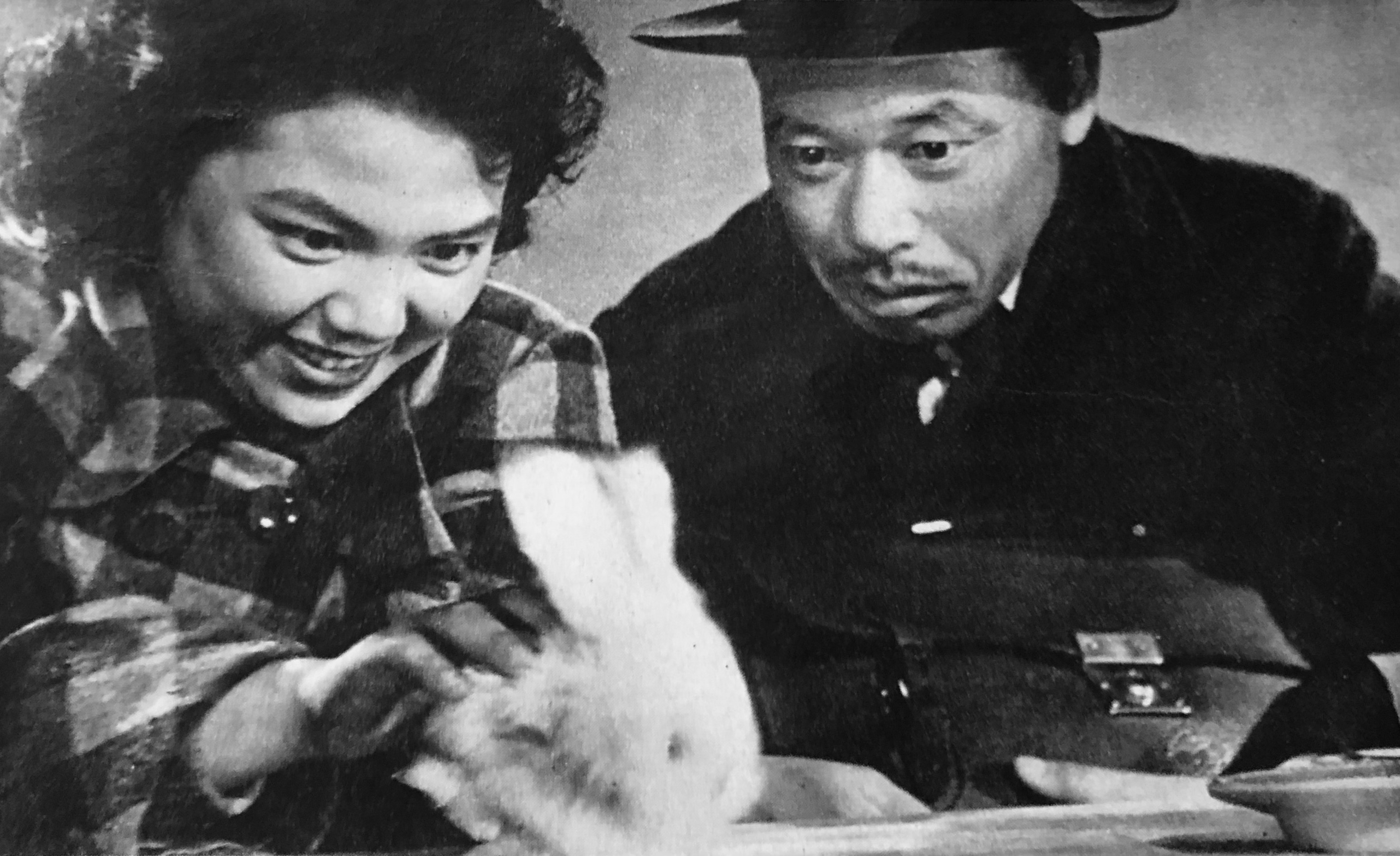
小田切みき、志村喬

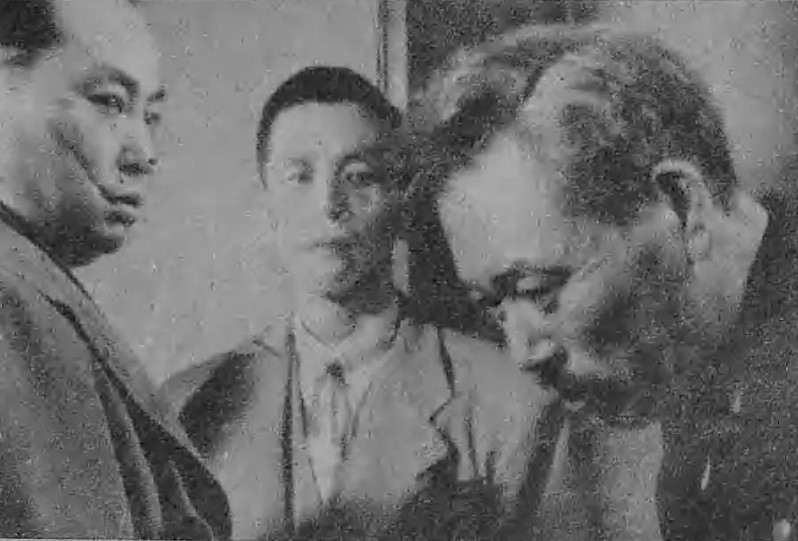
加東大介、宮口精二、志村喬

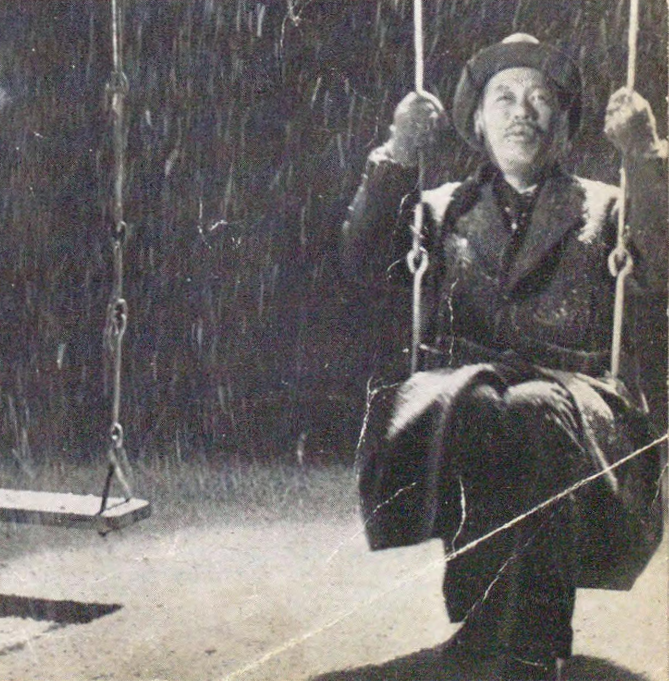
志村喬

市役所で市民課長を務める渡辺勘治は、かつて持っていた仕事への熱情を忘れ去り、毎日書類の山を相手に黙々と判子を押すだけの無気力な日々を送っていた。市役所内部は縄張り意識で縛られ、住民の陳情は市役所や市議会の中でたらい回しにされるなど、形式主義がはびこっていた。
ある日、渡辺は体調不良のため休暇を取り、医師の診察を受ける。医師からは軽い胃潰瘍だと告げられるが、実際には胃癌にかかっていると悟り、余命いくばくもないと考える。不意に訪れた死への不安などから、これまでの自分の人生の意味を見失った渡辺は、貯金から5万円をおろして夜の街へ出かける。飲み屋で偶然知り合った小説家の案内でパチンコやダンスホール、キャバレー、ストリップショーなどを巡る。しかし、一時の放蕩も虚しさだけが残り、帰宅すると事情を知らない家族から白い目で見られる。
その翌日、渡辺は市役所を辞めるつもりの部下の小田切とよと偶然に行き合う。市役所を無断欠勤し、とよと何度か食事をともにするようになる。渡辺は若い彼女の奔放な生き方、その生命力に惹かれる。とよは玩具会社の工場内作業員に転職した。自分が胃癌であることを伝えると、とよは自分が工場で作っている玩具を見せて「あなたも何か作ってみたら」と勧めた。その言葉に心を動かされた渡辺は「まだ出来ることがある」と気づき、次の日市役所に復帰する。
それから5か月が経ち、渡辺は死んだ。渡辺の通夜の席で、同僚たちが、役所に復帰したあとの渡辺の様子を語り始める。渡辺は復帰後、頭の固い役所の幹部らを相手に粘り強く働きかけ、ヤクザ者からの脅迫にも屈せず、ついに住民の要望だった公園を完成させ、雪の降る夜、完成した公園のブランコに揺られて息を引き取った。市の助役ら幹部が渡辺の功績を低く貶める話をしている中、新公園の周辺に住む住民が焼香に訪れ、渡辺の遺影に泣いて感謝した。いたたまれなくなった幹部たちが退出すると、同僚たちは実は常日頃から感じていた「お役所仕事」への疑問を吐き出し、口々に渡辺の功績を讃え、これまでの自分たちが行なってきたやり方の批判を始めた。
通夜の翌日。市役所では、通夜の席で渡辺を讃えていた同僚たちが新しい課長の下、相変わらずの「お役所仕事」を続けている。しかし、渡辺の造った新しい公園は、子供たちの笑い声で溢れていた。

## キャスト
クレジット順。一部の役名表記は国立映画アーカイブおよび龍谷大学古典籍デジタルアーカイブ研究センター「黒澤明デジタルアーカイブ」に所蔵の台本によった。
- 渡邊勘治（市民課長）＝ミイラ[注釈 3]：志村喬
- 木村（市民課職員）＝糸ごんにゃく：日守新一（松竹）
- 坂井（市民課職員）＝こいのぼり[注釈 4]＝：田中春男
- 野口（市民課職員）＝蝿取紙：千秋実
- 小田切とよ（市民課職員→玩具工場の工員）：小田切みき
- 小原（市民課職員）＝ドブ板：左卜全
- 斎藤（市民課主任）＝定食：山田巳之助
- 大野（市民課係長→新市民課長）＝なまこ：藤原釜足
- 渡邊喜一（勘治の兄）：小堀誠
- 渡邊光男（勘治の息子）：金子信雄
- 助役：中村伸郎
- しゃべる男（病院待合所の患者）：渡辺篤
- 医師の助手：木村功
- 医師：清水将夫
- 小説家：伊藤雄之助
- 渡邊たつ（喜一の妻）：浦辺粂子
- 陳情のおかみ：三好栄子
- 陳情のおかみ：本間文子
- スタンド・バーのマダム：丹阿弥谷津子
- 陳情のおかみ：菅井きん
- 林（家政婦）：南美江
- 渡邊一枝（光男の妻）：関京子
- 市会議員：阿部九州男
- 新聞記者：永井智雄
- 暴力団の親分：宮口精二
- 暴力団の子分：加東大介
- 土木部長：林幹
- 新聞記者：村上冬樹
- 新聞記者：青野平義
- 公園課長：小川虎之助
- 野球場の男：深見泰三
- 土木課職員（葬儀の代表参列者）：河崎堅男
- 公園課職員（葬儀の代表参列者）：勝本圭一郎
- 総務課職員（葬儀の代表参列者）：瀬良明
- 焼香する巡査：千葉一郎
- 飲み屋の親父：谷晃
- 下水課職員（葬儀の代表参列者）：長濱藤夫
- 総務課長：小島洋々
- キャバレーの女[注釈 5]：登山晴子、安雙三枝
- ジャズバー・ピアニスト：市村俊幸（特別出演）
- ジャズバー・ダンサー：倉本春枝（特別出演 N.D.T）
- ヌード・ダンサー：ラサ・サヤ（特別出演）

※以下ノンクレジット出演者
- 土木課長：光秋次郎[5]
- 総務部長：牧壮吉[5]
- 衛生課受付職員：鈴木治夫[5]
- 衛生課環境衛生係職員：長島武雄[5]
- 予防課受付職員：今井和雄[5]
- 予防課防疫係受付職員：加藤茂雄[5]
- 予防課虫疫係受付職員：安芸津広[5]
- 道路課受付職員：川越一平[5]
- 都市計画部受付職員：津田光男[5]
- 区画整理課受付職員：榊田敬二[5]
- 消防署職員：熊谷二良[5]
- 教育課児童福祉係職員：片桐常雄[5]
- 相原（病院の看護婦）：吉澤京子[5]
- 鈴木孝（病院待合所の患者・呼ばれる男）：夏木順平[5]
- 陳情のおかみ：一万慈多鶴恵、上遠野澄代、出雲八重子[5]
- 暴力団の子分：堺左千夫、広瀬正一、宇野晃司
- ジャズバーの客：小泉博
- 映画館の客：向井淳一郎
- 女学生：青山京子[6]
- 北見治一
- ナレーター：本木荘二郎[7]

## スタッフ
- 監督：黒澤明
- 製作：本木荘二郎
- 脚本：黒澤明、橋本忍、小國英雄
- 撮影：中井朝一
- 美術：松山崇
- 録音：矢野口文雄
- 照明：森茂
- 音楽：早坂文雄
- 演奏：キューバン・ボーイズ、P.C.L.スイングバント、P.C.L.オーケストラ
- 監督助手：丸林久信
- 編集：岩下広一
- 製作主任：眞木照夫
- 現像：東宝現像所
- 記録：野上照代
- 音響効果：三縄一郎
- 監督助手：堀川弘通、田実泰良

## 製作

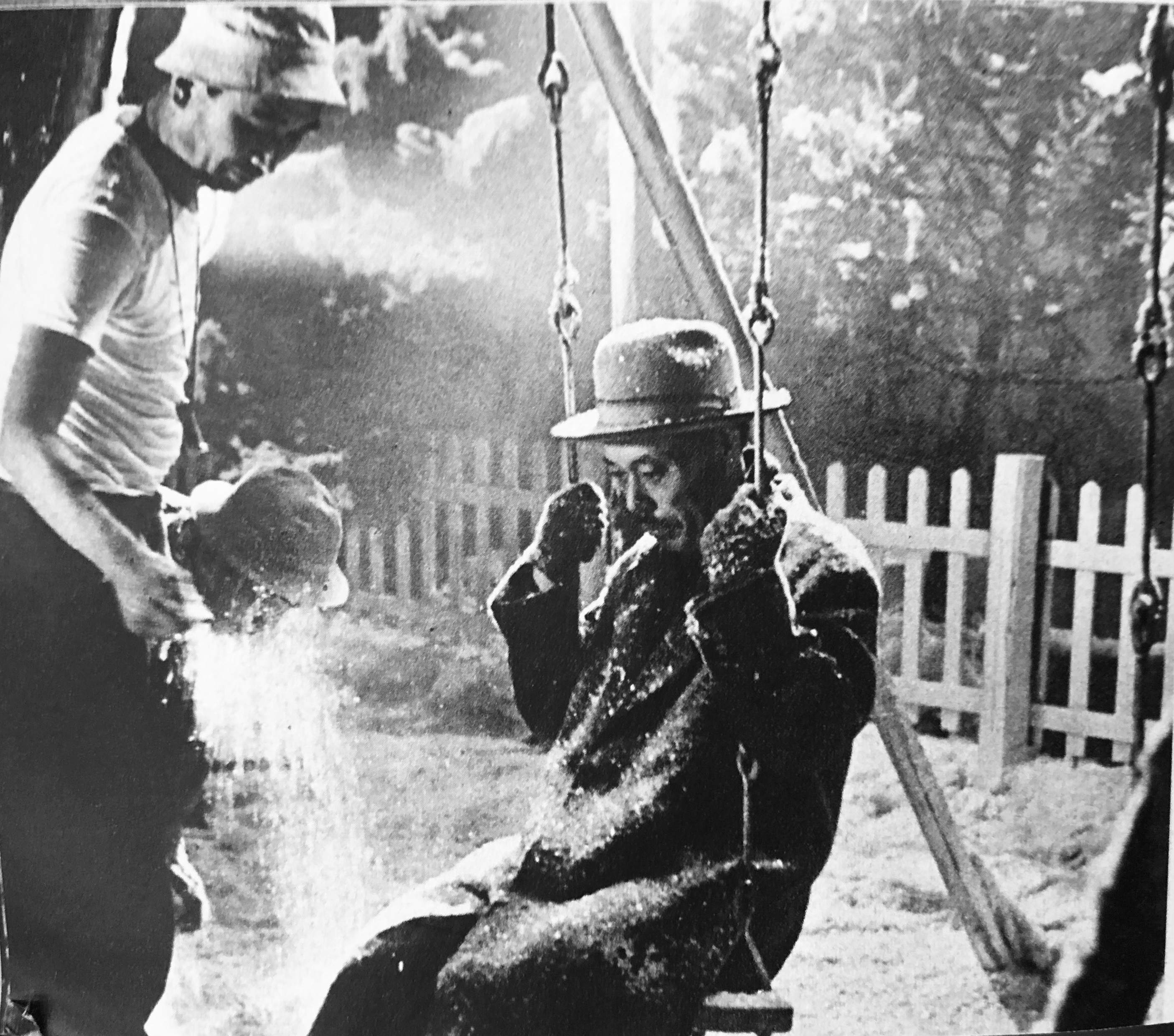
撮影現場

脚本は黒澤明、橋本忍、小國英雄の共同執筆である。物語の骨子は黒澤が決めたが、黒澤は小國に死を宣告された人間がどのように生きるかを、トルストイの小説『イワン・イリッチの死』を元にして描きたいと話したという。黒澤は橋本に「後、75日しか生きられない男」というテーマを提示し、橋本が先行して第1稿を書き上げた。1952年1月初旬、黒澤と橋本は箱根仙石原の旅館「仙郷楼」で決定稿の執筆作業を開始し、小國は4日目に遅れて合流した。脚本執筆は黒澤と橋本が同じシーンを書き、それを小國が取捨選択するという方法で進められた。当初のタイトルは『渡辺勘治の生涯』だったが、黒澤の提案で『生きる』に変更した。2月5日に脚本は完成した。
3月14日に撮影開始した。6月2日にお盆用映画にスタジオを明け渡し、6月16日まで撮影を一時中止にした。9月中旬に撮影終了した。主なロケ地は東京都内で、野球場が新宿の東京生命球場、プラットホームが両国駅、アイススケート場が後楽園、遊園地が豊島園である。歓楽街は東宝スタジオにある銀座街のオープンセットを利用して撮影された。キャバレーのシーンでは、スタジオ内に新橋のキャバレー「ショウボート」を参考にしたセットを作り、本物のホステス250人を自前の衣装で出演させた。
主演の志村喬は、撮影に入る前に盲腸の手術をして痩せていたが、黒澤に役柄としてそれくらい痩せていた方がよいから太らないように求められたため、志村はサウナに行って減量したという。志村が『ゴンドラの唄』を歌うシーンでは、黒澤から「この世のものとは思えないような声で歌ってほしい」と注文され、早坂文雄のピアノでレッスンを重ねた。

## 公開
1952年10月9日に日本国内で劇場公開された。1954年6月には第4回ベルリン国際映画祭のコンペティション部門で上映された。米国では、1956年5月にカリフォルニア州の劇場で『Doomed』というタイトルで短期間上映されたあと、1960年2月に初めて正式上映された。配給会社のブランドン・フィルムズが「日本映画シーズン」企画の一環として公開したが、宣伝ポスターには志村ではなく、劇中に登場するストリッパーのラサ・サヤが描かれ、「今行こう! あとで後悔しないために!」という惹句を付ける悪趣味な方法で宣伝された。

## 評価
映画批評集積サイトのRotten Tomatoesには42件のレビューがあり、批評家支持率は100%、平均点は8.79/10となっている。 米国の『ロサンゼルス・タイムズ』紙は「『生きる』は、生と死と、最後にその両方に意味を持たせようとする必死の努力を、深く追求した感動的な物語だ」と評した。米誌『タイム』は「黒澤は厳しい現実を、優れた人間性を、人として生きることの崇高さを、明らかにしている」と評し、2005年発表の「史上最高の映画100本」に選出した。米国の映画批評家ロジャー・イーバートは本作に最高評価の星4つを与え、自身が選ぶ最高の映画のリストに加えている。

### 受賞とノミネートの一覧
| 賞                     | 部門                 | 対象                    | 結果       | 出典   |
| ---------------------- | -------------------- | ----------------------- | ---------- | ------ |
| ベルリン国際映画祭     | 金熊賞               | 黒澤明                  | ノミネート | [ 22 ] |
| ベルリン国際映画祭     | ベルリン市政府特別賞 | 黒澤明                  | 受賞       | [ 23 ] |
| 英国アカデミー賞       | 外国男優賞           | 志村喬                  | ノミネート | [ 29 ] |
| キネマ旬報ベスト・テン | 日本映画ベスト・テン |                         | 1位        | [ 30 ] |
| 毎日映画コンクール     | 日本映画大賞         |                         | 受賞       | [ 31 ] |
| 毎日映画コンクール     | 脚本賞               | 黒澤明 小國英雄 橋本忍  | 受賞       | [ 31 ] |
| 毎日映画コンクール     | 録音賞               | 矢野口文雄              | 受賞       | [ 31 ] |
| 日本映画技術賞         | 撮影                 | 中井朝一                | 受賞       | [ 32 ] |
| 日本映画技術賞         | 録音                 | 三縄一郎 東宝音響技術課 | 受賞       | [ 32 ] |
| 芸術祭                 | 芸術祭賞 (映画部門)  |                         | 受賞       | [ 33 ] |

### ランキング入り
| 年     | 媒体・団体               | 部門                                       | 順位  | 出典   |
| ------ | ------------------------ | ------------------------------------------ | ----- | ------ |
| 1959年 | キネマ旬報               | 日本映画60年を代表する最高作品ベスト・テン | 7位   | [ 34 ] |
| 1979年 | キネマ旬報               | 日本映画史上ベスト・テン                   | 2位   |        |
| 1989年 | キネマ旬報               | 日本映画史上ベスト・テン                   | 3位   |        |
| 1995年 | キネマ旬報               | 日本映画オールタイム・ベストテン           | 8位   |        |
| 1995年 | キネマ旬報               | 世界映画オールタイム・ベストテン           | 34位  |        |
| 1999年 | キネマ旬報               | オールタイム・ベスト100 日本映画編         | 11位  | [ 35 ] |
| 2009年 | キネマ旬報               | オールタイム・ベスト映画遺産200 日本映画篇 | 13位  | [ 36 ] |
| 1962年 | 英国映画協会 Sight&Sound | 批評家が選ぶ史上最高の映画ベストテン       | 20位  | [ 37 ] |
| 1972年 | 英国映画協会 Sight&Sound | 批評家が選ぶ史上最高の映画ベストテン       | 12位  | [ 38 ] |
| 1982年 | 英国映画協会 Sight&Sound | 批評家が選ぶ史上最高の映画ベストテン       | 21位  |        |
| 1992年 | 英国映画協会 Sight&Sound | 批評家が選ぶ史上最高の映画ベストテン       | 43位  |        |
| 1989年 | 文藝春秋                 | 大アンケートによる日本映画ベスト150        | 3位   |        |
| 2010年 | エンパイア               | 史上最高の外国語映画100本                  | 44位  | [ 39 ] |
| 2018年 | BBC                      | 史上最高の外国語映画ベスト100              | 72位  | [ 40 ] |
| N/A    | TSPDT                    | 最高の映画1000本                           | 112位 | [ 41 ] |
| N/A    | IMDb                     | IMDbユーザーが選ぶ最高の映画ベスト250      | 110位 | [ 42 ] |

## 備考
- 街並みのシーンにあるペニシリン軟膏の広告は当時の労働環境の悪化、生活条件の悪さを象徴している[要出典]。
- 作中に引用された『トウ・ヤング（英語版）』『カモナ・マイ・ハウス』など、アメリカのポップスの著作権をめぐってトラブルが起こり、1974年までリバイバル上映が出来なかった[要出典]。
- 広島市の平和大橋は、欄干をデザインしたイサム・ノグチが「生きる」と命名した橋であるが、橋完成後に本作が公開されたことで、意味を誤解されないよう名称を「つくる」に変更したという[43]。

## リメイク

### テレビドラマ
- 『生きる』（2007年9月9日、テレビ朝日系列）
9代目松本幸四郎主演。物語の舞台は現代（2007年）に設定されており、それに合わせて一部の登場人物や、終盤にかけての話の流れが変更されている。

### 映画
- 『生きる LIVING』（2022年、イギリス映画）
黒澤ファンのカズオ・イシグロが脚本を書き、監督オリヴァー・ハーマナス、主演ビル・ナイで、第二次世界大戦直後の首都ロンドンを舞台にリメイクされ、第79回ベネチア国際映画祭で9月1日に上映された（日本では2023年公開）[44][45]。本作は高く評価され、第95回アカデミー賞にもノミネートを果たしている（主演男優賞、脚色賞）。

このほかハリウッドでは、ドリームワークスがリメイク権を獲得しており、2000年代前半に監督ジム・シェリダン、主演トム・ハンクスなどのキャストでリメイクが行われると何度か報道されたことがあったが、その後の続報はない。

## ミュージカル
ミュージカル『生きる』は、黒澤明没後20年記念作品として2018年10月8日から10月28日までTBS赤坂ACTシアターで上演された。主催はホリプロ、TBS、東宝、WOWOW。主演は市村正親と鹿賀丈史のダブルキャスト、
2019年には市村・鹿賀両バージョンがWOWOWで有料放送され、音声を収録したライブ盤CDが発売された。
2020年には再演が決定。日生劇場での公演に加え、全国4都市での地方公演も行われる。
- 東京公演 10月9日 - 10月28日 日生劇場
  - 主催：ホリプロ / TBS / 東宝 / WOWOW
- 富山公演 11月2日 - 11月3日 オーバード・ホール
  - 主催：チューリップテレビ / イッセイプランニング
- 兵庫公演 11月13日 - 11月14日 兵庫県立芸術文化センター KOBELCO大ホール
  - 主催：梅田芸術劇場・兵庫県 / 兵庫県立芸術文化センター
- 福岡公演 11月21日 - 11月22日 久留米シティプラザ ザ・グランドホール
  - 主催：博多座 / RKB毎日放送
- 名古屋公演 11月28日 - 11月30日 御園座
  - 主催：御園座 / 中日新聞社

2023年に3度目の上演が決定。東京と大阪で公演された。
- 東京公演 9月7日 - 24日 新国立劇場 中劇場
  - 主催：ミュージカル『生きる』製作委員会
  - 企画協力：黒澤プロダクション
  - 企画制作：ホリプロ
- 大阪公演 9月29日 - 10月1日 梅田芸術劇場メインホール
  - 主催：梅田芸術劇場

### キャスト
- 渡辺勘治：市村正親、鹿賀丈史 （初演・再演・再々演）
- 渡辺光男：市原隼人（初演）/村井良大（再演・再々演）
- 小説家：新納慎也、小西遼生（初演・再演）/平方元基、上原理生（再々演）
- 小田切とよ： May'n、唯月ふうか（初演・再演）/高野菜々（再々演）
- 渡辺一枝：May'n、唯月ふうか（初演・再演）/実咲凜音（再々演）
- 助役：山西惇（初演・再演）/鶴見辰吾（再々演）
- 組長：川口竜也（初演・再演）/福井晶一（再々演）

他

### スタッフ
いずれも、演出は宮本亜門、脚本と歌詞は高橋知伽江、作曲・編曲はジェイソン・ハウランド。